# 烏法站
烏法站（俄语：Станция Уфа）是俄羅斯巴什科爾托斯坦共和國首府烏法的主要鐵路車站，隸屬俄羅斯鐵路，現由古比雪夫鐵路局管理。

## 歷史
烏法站的設立與1885年與薩馬拉-烏法鐵路的建設有關；1888年，折衷主義風格的車站建築投入運營。
現今的車站建築始建於1968年；2006年5月開始再度進行重建工作。經過翻新的車站的第一階段已於2008年12月17日開放。